# Campeonato Europeo de Patinaje Artístico sobre Hielo de 1977
El LXVIII Campeonato Europeo de Patinaje Artístico sobre Hielo se realizó en Helsinki (Finlandia) en enero de 1977. Fue organizado por la Unión Internacional de Patinaje sobre Hielo (ISU) y la Federación Finlandesa de Patinaje Artístico sobre Hielo.

## Resultados

### Masculino
| Puesto | Nombre           | País                          | Puntos |
| ------ | ---------------- | ----------------------------- | ------ |
| Oro    | Jan Hoffmann     | República Democrática Alemana |        |
| Plata  | Vladimir Kovalev | Unión Soviética               |        |
| Bronce | Robin Cousins    | Reino Unido                   |        |

### Femenino
| Puesto | Nombre         | País                          | Puntos |
| ------ | -------------- | ----------------------------- | ------ |
| Oro    | Anett Pötzsch  | República Democrática Alemana |        |
| Plata  | Dagmar Lurz    | Alemania Occidental           |        |
| Bronce | Susanna Driano | Italia                        |        |

### Parejas
| Puesto | Nombre                              | País            | Puntos |
| ------ | ----------------------------------- | --------------- | ------ |
| Oro    | Irina Rodnina / Alexandr Zaitsev    | Unión Soviética |        |
| Plata  | Irina Vorobiyeva / Alexandr Vlasov  | Unión Soviética |        |
| Bronce | Marina Cherkasova / Sergei Shakhrai | Unión Soviética |        |

### Danza en hielo
| Puesto | Nombre                                | País            | Puntos |
| ------ | ------------------------------------- | --------------- | ------ |
| Oro    | Irina Moiseyeva / Andrei Minenkov     | Unión Soviética |        |
| Plata  | Krisztina Regöczy / András Sallay     | Hungría         |        |
| Bronce | Natalia Linichuk / Gennadi Karponosov | Unión Soviética |        |

## Medallero
| Núm. | País                          | Oro | Plata | Bronce | Total |
| ---- | ----------------------------- | --- | ----- | ------ | ----- |
| 1    | Unión Soviética               | 2   | 2     | 2      | 6     |
| 2    | República Democrática Alemana | 2   | 0     | 0      | 2     |
| 3    | Alemania Occidental           | 0   | 1     | 0      | 1     |
| 3    | Hungría                       | 0   | 1     | 0      | 1     |
| 5    | Italia                        | 0   | 0     | 1      | 1     |
| 5    | Reino Unido                   | 0   | 0     | 1      | 1     |
|      | TOTAL                         | 4   | 4     | 4      | 12    |